# وعاء التدخين

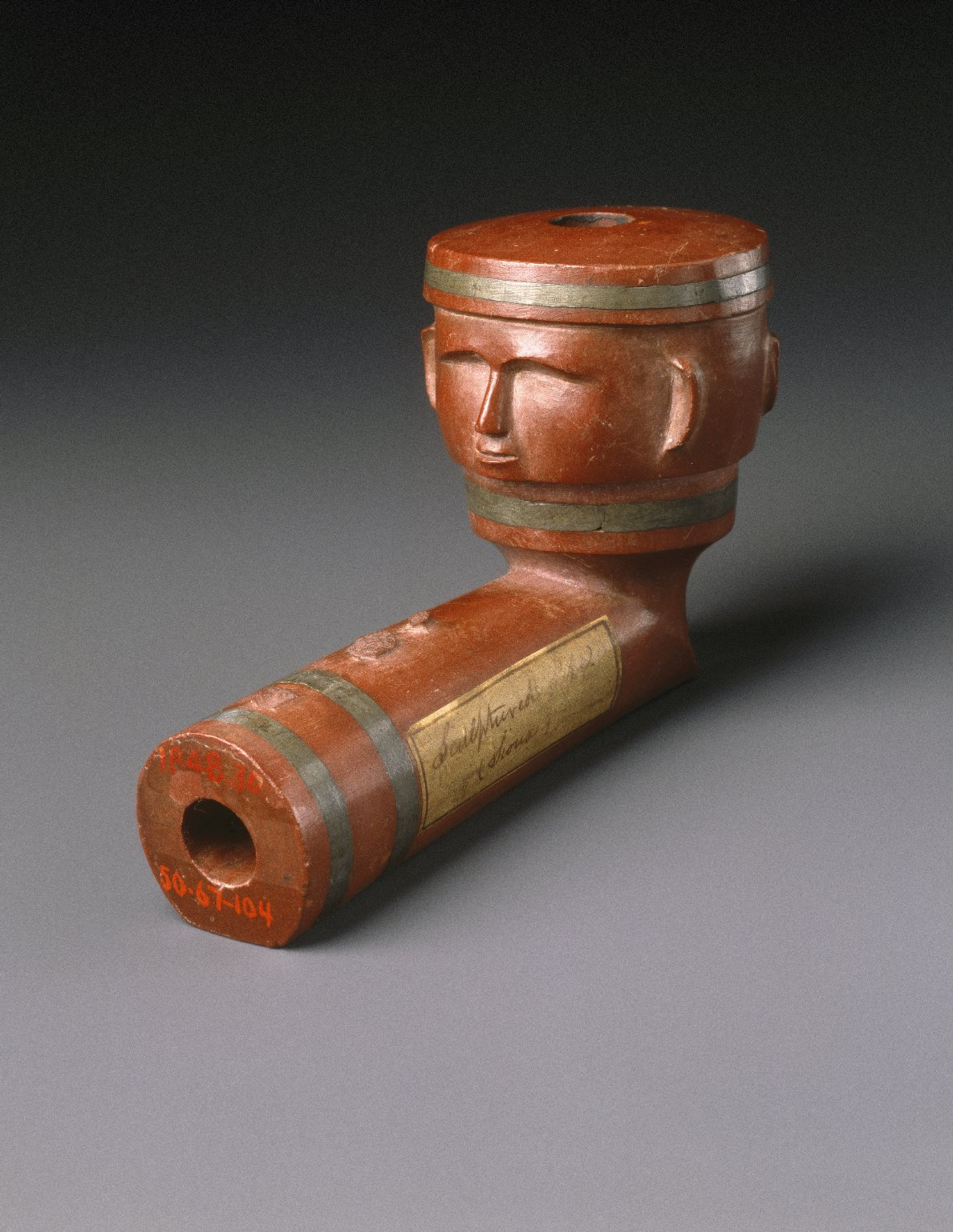

وعاء التدخين، عند الإشارة إليه في تدخين الغليون، هو جزء من أنبوب تدخين أو بونغ يستخدم لعقد التبغ أو الحشيش أو مواد أخرى. قد يكون السطح الخارجي للوعاء لبعض الأنابيب مصممًا بنوع من التصميم. تحمل شخصية هنري فلاور، التي تحمل اسم جيمس جويس، أنبوبًا من التبغ مع وعاء منحوت في رأسه: «إنه يحمل السنطور المرصع بالفضة والقلنسوة المصنوعة من خيزران يعقوب طويلًا، صحنه الفخاري على شكل رأس أنثى [1].» تصف موسوعة لندن كيرتس عام 1839 أداة «التبخير»، وهي أداة تم العثور عليها في جراحة الطبيب «لحقن دخان التبغ في فتحة الشرج للأشخاص الغارقين، بهدف إثارة تهيج العضلات». يصف كيرتس الأفضل بأنه من صنع دبليو ويلورجبي «وعاء من النحاس المصبوب وهو كبير بما يكفي لاحتواء حوالي أونصة ونصف من التبغ»[2]. يمتد الاهتمام العلمي بتاريخ تطور وعاء وعاء التبغ الصلصالي إلى عام 1863. في عام 1860، حاولت الآثار القديمة مواقد الأنابيب الفخارية بأشكالها وأحجامها المتطورة [3].
غالبًا ما يتم نحت أوعية الأنابيب الاحتفاليه التي تستخدمها بعض الدول الأمريكية من الحجر الأحمر أو الكاتلينيت [4] ، وهو حجر دقيق الحبيبات يعمل بسهولة من لون أحمر غني Coteau des Prairies ، غرب بحيرة الحجر الكبير في داكوتا الجنوبية. لطالما كانت محاجر الأنابيب الحجرية تقليديًا أرضًا محايدة بين القبائل المتحاربة، حيث سافر أشخاص من دول متعددة إلى المحجر للحصول على حجر الأنابيب المقدس [5] . لا يتم استخدام الأنابيب الاحتفالية المقدسة لتدخين المسكرات، ولكن بدلاً من ذلك للصلاة في حفل روحي أو دين